# Мандола-Плајзант (Долина Аосте)
Мандола-Плајзант је насеље у Италији у округу Долина Аосте, региону Долина Аосте.
Према процени из 2011. у насељу је живело 85 становника. Насеље се налази на надморској висини од 695 м.